# Ни Хун (политик)
Ни Хун (кит. 倪虹, род. октябрь 1962, Аньшань, Ляонин) — китайский государственный и политический деятель, министр жилья, городского и сельского строительства КНР с 24 июня 2022 года.
Член Центрального комитета Компартии Китая 20-го созыва.

## Биография
Родился в октябре 1962 года в Аньшане, провинция Ляонин.
После возобновления всекитайских государственных вступительных экзаменов в 1979 году принят в Харбинский инженерно-архитектурный институт (ныне Харбинский политехнический университет), который окончил в 1983 году с дипломом инженера по специальности «промышленное и гражданское строительство». В том же месяце вступил в Коммунистическую партию Китая.
После окончания вуза направлен в управление сельского и городского строительства Минстроя КНР.
В апреле 1996 года получил назначением помощником мэра города Хэфэй, столицы восточнокитайской провинции Аньхой. В августе 1999 года назначен вице-мэром Хэфэя, с декабря 2002 года — секретарь партотделения КПК департамента строительства администрации провинции Аньхой (впоследствии реорганизован в департамент жилищного строительства, городского и сельского развития), с января 2006 года — глава этого департамента по совместительству с постом секретаря партийного отделения КПК.
В декабре 2010 года переведён в Центральное правительство и назначен главой отдела жилищных реформ и развития министерства жилья, городского и сельского строительства КНР.
В июне 2015 года занял должность заместителя министра, а в июне 2022 года возглавил министерство жилья, городского и сельского строительства КНР.